# Bellulia nilssoni
Bellulia nilssoni là một loài bướm đêm thuộc họ Erebidae. Nó được tìm thấy ở miền nam Thái Lan.
Sải cánh dài 9–10 mm. Cánh dưới màu nâu hơi xám. Phía dưới màu xám đồng nhất.